# 森内真人
 森内 真人  （もりうち まさと、1959年10月26日 - ）は、日本の実業家。青森放送常務取締役。青森県青森市出身。青森県立青森高等学校、早稲田大学教育学部教育学科卒。

## 略歴
- 1995年4月 青森放送入社[1][2]。
- 2011年4月 制作局制作部長[1][2]。
- 2015年10月 局次長兼テレビ編成部長
- 2018年4月 テレビ局長[1][2]。
- 2019年6月 役員待遇テレビ局長[1][2]。
- 2020年6月 取締役制作局長[1][2][4]。
- 2023年6月 常務取締役[5]